# Чурсь
Чурсь, Чурсь-Ю — река в России, протекает в Опаринском районе Кировской области и Прилузском районе Республики Коми. Устье реки находится в 18 км по правому (в водном реестре ошибочно указано "по левому") берегу реки Ула. Длина реки составляет 21 км. В 3 км от устья принимает справа реку Лунвож.
Исток реки находится в тайге на территории Кировской области в 15 км к северо-востоку от посёлка Латышский. Верхнее течение проходит по Кировской области, нижнее по Республике Коми. Всё течение проходит по холмистой ненаселённой тайге на Северных Увалах, генеральное направление течения - юго-восток. Впадает в Улу неподалёку от посёлка Чурсья, который, несмотря на своё географическое положение в Республике Коми, административно относится к Опаринскому городскому поселению Кировской области. Ширина реки на всём протяжении не превышает 10 метров, притоки - Рытыввож и Лунвож (оба правые).

## Данные водного реестра
По данным государственного водного реестра России и геоинформационной системы водохозяйственного районирования территории РФ, подготовленной Федеральным агентством водных ресурсов:
- Бассейновый округ — Двинско-Печорский
- Речной бассейн — Северная Двина
- Речной подбассейн — Малая Северная Двина
- Водохозяйственный участок — Юг
- Код водного объекта — 03020100212103000011849